# Karl Friedrich von Beckwith
Karl Friedrich von Beckwith (* 1712; † 1787) war ein Offizier schottischer Herkunft, der als Generalmajor und Chef des Infanterieregiments „von Salmuth“ in der Preußischen Armee diente.

## Leben

### Militärkarriere
Beckwith kam mit der Englischen Legion auf den Kontinent. Im Jahr 1757 war er Oberst und Kommandeur des britischen 20. Infanterieregiments „William Kingsley“ bei der alliierten Armee unter dem Herzog von Braunschweig. Während des Siebenjährigen Krieges nahm er mit der Legion an der Schlacht bei Minden teil. Er wurde 1760 Kommandeur einer Grenadierbrigade aus Bergschotten und zwei Jahre später Kommandeur der Légion Britannique.
Im gleichen Jahr stellte Beckwith einen Antrag auf Übernahme in die Preußische Armee, dem König Friedrich II. zum 29. Dezember 1762 entsprach. Bereits am 28. April 1763 wurde Beckwith Generalmajor mit Patent vom 28. April 1760 und zudem Chef des Infanterieregiments „von Salmuth“ in Wesel. Er wurde im Juni 1766 aus preußischen Diensten entlassen und ging nach Schottland zurück, da er Land bei Stanford Rivers, Essex und bei Epping Forest besaß. 

### Familie
Beckwith heiratet am 8. Juni 1750 Janet Wishart (of Pittarow) (1729–1827)  und wurde später Schwager von Philipp von Westphalen. Das Paar hatte mehrere Söhne, die in der Armee dienten, darunter:
- George (1753–1823), Gouverneur von Bermuda[1]
- Ferdinand Amalie Fairfax (1764–1805), Brigadier General
- Wilhelm Georg Heinrich (1765–1844) ⚭ 1806 Sophia Maria Johanna Ewing († 1867)
- John (* 1751) ⚭ Mary Halliburton
- Thomas Sydney (1772–1831)[2]

⚭ Clementina Laughman († 1815)
⚭ 1817 Mary Douglas († 1841), Tochter von William Douglas (4. Baronet of Kelhead)
- Jessie (1773–1776)